# 秋田大橋
秋田大橋（日语：／）是日本秋田县秋田市的一座公路桥梁，跨越雄物川，承载秋田県道56号秋田天王線。当前的大橋为第二代桥梁，长946米，宽15米，1997年开工，2001年11月22日建成通车，第一代大橋建于1926至1933年间，1934年11月20日竣工通车。